# Herbert Studders
Herbert Studders (* 9. Juni 1894 in Leipzig; † nach 1960) war ein deutscher Berufspädagoge und Funktionär deutscher Wirtschaftsverbände.
Studders studierte Volkswirtschaft, Philosophie und Pädagogik in Leipzig und Basel bis zur Promotion in Pädagogik in Leipzig 1919. In seiner Dissertation befasste er sich mit der Ausbildung von Wohlfahrtspflegerinnen und in der sozialen Arbeit. Er gab auch zur Ausbildungsfrage die Dokumente einer Tagung 1921 der deutschen freien Wohlfahrtsverbände heraus. Darauf ging er von 1923 bis 1930 in das Berufsbildungswesen der mitteldeutschen Braunkohlenindustrie, ab 1930 als Referent für Berufsbildung und Geschäftsführer zur Vereinigung Deutscher Arbeitgeberverbände. Dort wies er auf die kostensenkende Funktion betrieblicher Sozialpolitik hin. 1934 wechselte er zur Reichsgruppe Industrie, um die Berufsbildung besonders der industriellen Facharbeiter zu organisieren. Von dort wurde er 1935 an das neu zu gründende Arbeitswissenschaftliche Institut der Deutschen Arbeitsfront delegiert, wo er das Referat „Arbeitsgestaltung und Wirtschaftspsychologie“ leitete. 1937 ging er zur Reichsgruppe Industrie zurück, um bis 1945 die Abteilung „Industrielle Qualitätsarbeit“ zu leiten. Dabei arbeitete er auch an der beruflichen Rehabilitation von Kriegsbeschädigten.
Im Jahr 1948 wurde Stubbers Geschäftsführer des Stifterverbandes für die deutsche Wissenschaft und stieg zum Abteilungsleiter im Bundesverband der Deutschen Industrie auf, den er in zahlreichen Berufsbildungskommissionen vertrat. Dort trat er ein für den Erhalt der traditionellen deutschen Form der Berufsbildung im dualen System mit Vorrang für den Betrieb vor der Berufsschule sowie die Werte der „Pünktlichkeit, Korrektheit, Leistung und Kameradschaftlichkeit“. In Köln gründete er 1955 für den BDI das Institut zur Förderung des industriellen Führungsnachwuchses. Ihm ging es immer wieder um die betriebliche Weiterbildung zur unternehmerischen Effizienz, wie es in den USA in Managementschulungen üblich war. Dafür trat er auch für den BDI in den „Wuppertaler Kreis“ ein, einem lockeren Verbund industrieller Interessenten an praxisnaher Managerschulung.

## Schriften
- Das Taubesche System der Ziehkinderüberwachung in Leipzig, Cotta, Stuttgart/Berlin 1919 [=Dissertation]
- Die Facharbeiterfrage in der Kriegswirtschaft, Hanseatische Verlagsanstalt, Hamburg 1938
- Die Ordnung der industriellen Ausbildung im Kriege, 1942 Stahl und Eisen, 5. März 1942, S. 207ff
- Zur Integration der europäischen Arbeitskraft, bevölkerung- und arbeitsstatistische Unterlagen, Lutzeyer, Frankfurt/Main 1952

## Einzelbelege
1. ↑  Young-Sun Hong: Welfare, Modernity, and the Weimar State, 1919-1933, Princeton 1998, S. 149
2. ↑  Zollitsch, S. 113
3. ↑  W.D. von Greinert / Stefan Wolf: Die Berufsschule: Radikale Neuorientierung oder Abstieg zur Restschule?, Uni-Verlag TU Berlin, S. 126
4. ↑  Wuppertaler Kreis e.V. Bundesverband betriebliche Weiterbildung
5. ↑  25 Jahre Wuppertaler Kreis

| Personendaten    | Personendaten                                       |
| ---------------- | --------------------------------------------------- |
| NAME             | Studders, Herbert                                   |
| KURZBESCHREIBUNG | deutscher Wirtschaftsfunktionär und Arbeitspädagoge |
| GEBURTSDATUM     | 9. Juni 1894                                        |
| GEBURTSORT       | Leipzig                                             |
| STERBEDATUM      | nach 1960                                           |